# ماهورستان سفلی
ماهورستان سفلی، روستایی از توابع بخش مرکزی شهرستان بوئین و میاندشت در استان اصفهان ایران است.

## جمعیت
این روستا در دهستان ییلاق قرار دارد و براساس سرشماری مرکز آمار ایران در سال ۱۳۸۵، جمعیت آن زیر سه خانوار بوده‌است.